# Second line & Acoustic collection
『Second line & Acoustic collection』（セカンド ライン アンド アコースティック コレクション）は、2011年9月28日発売されたACIDMANのアルバム。

## 概要
- ACIDMAN 15th&10th Anniversaryリリース第1弾。
- それまでシングル曲のカップリングに収録されて来た既存曲のアレンジ『second line』シリーズ、およびアコースティックライブで披露して来たアコースティックアレンジ曲をまとめたコンセプトアルバム。

## 収録曲
1. REMIND (Acoustic)
6thアルバム『LIFE』収録曲。
2. シンプルストーリー (Second line)
1stアルバム『創』収録曲。Second lineとしては12thシングル『プリズムの夜』収録。
3. FREAK OUT (Second line)
3rdアルバム『equal』収録曲。Second lineとしては17thシングル『CARVE WITH THE SENSE』収録。
4. spaced out (Second line)
『創』収録曲。Second lineとしては9thシングル『季節の灯』収録。
5. 赤橙 (Acoustic)
『創』収録曲。
新規にPVが制作されている。
6. アイソトープ (Second line)
2ndアルバム『Loop』収録曲。Second lineとしては11thシングル『スロウレイン』収録。
7. O(オー) (Second line)
『Loop』収録曲。Second lineとしては16thシングル『I stand free』収録。
8. 香路 (Second line)
『創』収録曲。Second lineとしては18thシングル『Under the rain』収録。
9. 銀河の街 (Acoustic)
4thアルバム『and world』収録曲。
10. FREE STAR (Acoustic)
『LIFE』収録曲。
11. Ride the wave (Acoustic)
5thアルバム『green chord』収録曲。
12. turn around (Second line)
『Loop』収録曲。Second lineとしては10thシングル『world symphony』収録。

## 演奏
- 大木伸夫：Vocal, Guitar
- 佐藤雅俊：Bass
- 浦山一悟：Drums
- 松田岳二：Percussions (#6)
- 板橋文夫：Piano (#2)